# Temporada 1979-80 de los Boston Celtics
La temporada 1979-80 fue la trigésimo cuarta de los Boston Celtics en la NBA. La temporada regular acabó con 61 victorias y 21 derrotas, mejorando sustancialmente el balance de la temporada anterior, que fue de 29-53, gracias sobre todo a la llegada del rookie Larry Bird, que marcaría una época en los Celtics. Se clasificaron para los playoffs, cayendo en las finales de conferencia ante Philadelphia 76ers.

## Elecciones en el Draft
| Ronda | Puesto | Jugador       | Posición | Nacionalidad   | Universidad |
| ----- | ------ | ------------- | -------- | -------------- | ----------- |
| 3     | 53     | Wayne Kreklow | SG       | Estados Unidos | Drake       |
| 4     | 68     | Nikos Galis   | SG       | Grecia         | Seton Hall  |

- El alero Larry Bird fue elegido el año anterior, pero jugó su temporada sénior con su universidad, Indiana State.

## Temporada regular
| División Central     | División Central | División Central | División Central | División Central | División Central | División Central | División Central | División Central |
| Equipo               | G                | P                | %                | PD               | Casa             | Fuera            | Div              |                  |
| -------------------- | ---------------- | ---------------- | ---------------- | ---------------- | ---------------- | ---------------- | ---------------- | ---------------- |
| y-Boston Celtics     | 61               | 21               | .744             | –                | 35–6             | 26–15            | 17–7             |                  |
| x-Philadelphia 76ers | 59               | 23               | .720             | 2                | 36–5             | 23–18            | 19–5             |                  |
| x-Washington Bullets | 39               | 43               | .476             | 22               | 24–17            | 15–26            | 9–15             |                  |
| New York Knicks      | 39               | 43               | .476             | 22               | 25–16            | 14–27            | 8–16             |                  |
| New Jersey Nets      | 34               | 48               | .415             | 27               | 22–19            | 12–29            | 7–17             |                  |

## Playoffs

### Semifinales de Conferencia
Boston Celtics vs. Houston Rockets 
| Fecha       | Partido                                 | Ciudad  |
| ----------- | --------------------------------------- | ------- |
| 9 de abril  | Boston Celtics 119, Houston Rockets 101 | Boston  |
| 11 de abril | Boston Celtics 95, Houston Rockets 75   | Boston  |
| 13 de abril | Houston Rockets 81, Boston Celtics 100  | Houston |
| 14 de abril | Houston Rockets 121, Boston Celtics 138 | Houston |
|             | Boston Celtics gana las series 4-0      |         |

### Finales de Conferencia
Boston Celtics vs. Philadelphia 76ers
| Fecha       | Partido                                   | Ciudad     |
| ----------- | ----------------------------------------- | ---------- |
| 18 de abril | Boston Celtics 93, Philadelphia 76ers 96  | Boston     |
| 20 de abril | Boston Celtics 96, Philadelphia 76ers 90  | Boston     |
| 23 de abril | Philadelphia 76ers 99, Boston Celtics 97  | Filadelfia |
| 25 de abril | Philadelphia 76ers 102, Boston Celtics 90 | Filadelfia |
| 27 de abril | Boston Celtics 94, Philadelphia 76ers 105 | Boston     |
|             | Philadelphia 76ers gana las series 4-1    |            |

## Estadísticas
| Rk | Jugador          | Edad | P  | PT | MP   | TC  | TCI  | %TC  | T3  | T3I | %T3  | TL  | TLI | %TL  | RO  | RD  | RT   | AS  | RB  | TAP | BP  | FP  | PTS  |
| -- | ---------------- | ---- | -- | -- | ---- | --- | ---- | ---- | --- | --- | ---- | --- | --- | ---- | --- | --- | ---- | --- | --- | --- | --- | --- | ---- |
| 1  | Larry Bird       | 23   | 82 | 82 | 36.0 | 8.5 | 17.8 | .474 | 0.7 | 1.7 | .406 | 3.7 | 4.4 | .836 | 2.6 | 7.8 | 10.4 | 4.5 | 1.7 | 0.6 | 3.2 | 3.4 | 21.3 |
| 2  | Tiny Archibald   | 31   | 80 | 80 | 35.8 | 4.8 | 9.9  | .482 | 0.1 | 0.2 | .222 | 4.5 | 5.4 | .830 | 0.7 | 1.7 | 2.5  | 8.4 | 1.3 | 0.1 | 3.0 | 2.7 | 14.1 |
| 3  | Cedric Maxwell   | 24   | 80 | 80 | 34.3 | 5.7 | 9.4  | .609 | 0.0 | 0.0 |      | 5.5 | 6.9 | .787 | 3.6 | 5.3 | 8.8  | 2.5 | 1.0 | 0.8 | 2.9 | 3.3 | 16.9 |
| 4  | Dave Cowens      | 31   | 66 | 55 | 32.7 | 6.4 | 14.1 | .453 | 0.0 | 0.2 | .083 | 1.4 | 1.8 | .779 | 1.9 | 6.2 | 8.1  | 3.1 | 1.0 | 0.9 | 1.6 | 3.3 | 14.2 |
| 5  | Chris Ford       | 31   | 73 | 73 | 29.0 | 4.5 | 9.7  | .465 | 1.0 | 2.2 | .427 | 1.2 | 1.6 | .754 | 1.1 | 1.4 | 2.5  | 2.9 | 1.5 | 0.4 | 1.4 | 2.4 | 11.2 |
| 6  | M.L. Carr        | 29   | 82 | 7  | 24.3 | 4.4 | 9.3  | .474 | 0.1 | 0.5 | .293 | 2.2 | 2.9 | .739 | 1.3 | 2.7 | 4.0  | 1.9 | 1.5 | 0.4 | 1.7 | 2.6 | 11.1 |
| 7  | Rick Robey       | 24   | 82 | 27 | 23.4 | 4.6 | 8.9  | .521 | 0.0 | 0.0 | .000 | 2.2 | 3.3 | .684 | 2.5 | 3.9 | 6.5  | 1.1 | 0.6 | 0.2 | 1.8 | 3.0 | 11.5 |
| 8  | Pete Maravich    | 32   | 26 | 4  | 17.0 | 4.7 | 9.6  | .494 | 0.1 | 0.2 | .750 | 1.9 | 2.1 | .909 | 0.4 | 1.1 | 1.5  | 1.1 | 0.3 | 0.1 | 1.4 | 1.9 | 11.5 |
| 9  | Gerald Henderson | 24   | 76 | 2  | 14.0 | 2.5 | 5.0  | .500 | 0.0 | 0.1 | .333 | 1.2 | 1.7 | .690 | 0.5 | 0.6 | 1.1  | 1.9 | 0.6 | 0.2 | 1.4 | 1.3 | 6.2  |
| 10 | Jeff Judkins     | 23   | 65 | 0  | 10.4 | 2.1 | 4.2  | .504 | 0.2 | 0.4 | .407 | 1.0 | 1.2 | .816 | 0.5 | 0.5 | 1.0  | 0.7 | 0.4 | 0.1 | 0.8 | 1.4 | 5.4  |
| 11 | Don Chaney       | 33   | 60 | 0  | 8.7  | 1.1 | 3.2  | .354 | 0.0 | 0.1 | .167 | 0.5 | 0.7 | .762 | 0.5 | 0.7 | 1.2  | 0.6 | 0.5 | 0.2 | 0.6 | 1.3 | 2.8  |
| 12 | Eric Fernsten    | 26   | 56 | 0  | 7.7  | 1.3 | 2.7  | .464 | 0.0 | 0.0 |      | 0.6 | 0.9 | .635 | 0.7 | 1.0 | 1.7  | 0.5 | 0.3 | 0.2 | 0.4 | 0.8 | 3.1  |

## Galardones y récords
| Jugador/Entrenador | Galardón                                                                                       |
| Larry Bird         | Rookie del Año de la NBA Mejor quinteto de la NBA Mejor quinteto de rookies de la NBA All-Star |
| Bill Fitch         | Entrenador del año de la NBA                                                                   |
| Dave Cowens        | 2.º Mejor quinteto defensivo de la NBA                                                         |
| Nate Archibald     | All-Star                                                                                       |